# Lénárd Fülöp
Lénárd Fülöp (németül Philipp Eduard Anton (von) Lenard) (Pozsony, 1862. június 7. – Messelhausen, 1947. május 20.) osztrák–magyar Nobel-díjas fizikus, egyetemi tanár, a Magyar Tudományos Akadémia tagja, korának egyik legkiválóbb kísérleti fizikusa.

## Élete, munkássága
A Lénárd család a 17. században Tirolból költözött Magyarországra, míg anyai ágán a Baumannok Bádenből eredtek.
Lénárd Fülöp Pozsonyban végezte az elemi, majd a reáliskolát. Családja németül beszélt, de ő magyar iskolába járt, és magyar nevelést kapott. Ennek ellenére a későbbiekben már ragaszkodott német nemzetiségéhez, és nem érezte magát magyarnak. Hároméves korában meghalt az édesanyja, Baumann Antónia, ezért a nagynénje, Baumann Anna nevelte.
Apja, id. Lénárd Fülöp borkereskedő volt, és az ő kívánsága szerint – szerette volna, ha borüzletét fia viszi tovább – borkémiát tanult Bécsben. Mivel azonban az ifjabb Fülöpnek nem vált kedvére ez a tanulmány, ezért Budapesten felvette a kémiát Than Károlynál. Klatt Virgil volt a fizikatanára, aki később munkatársa lett. Ezenkívül Heidelbergben és Berlinben matematikát hallgatott. A doktorátusát 1886-ban szerezte meg a Heidelbergi Egyetemen. Eötvös Loránd engedélyével rövid ideig a Budapesti Tudományegyetemen is dolgozott.
Főleg Németországban munkálkodott, a katódsugarak tulajdonságait kutatta. Sikerült a katódsugarakat (elektronokat) a nagyon ritka gázzal töltött kisülési csőből egy vékony fémfólián át kivezetnie – ez a kivezető nyílás lett az ún. „Lénárd-ablak”. Súlyos problémát okozott, hogy abban az időben úgy vélték: 
1. az atomok áthatolhatatlanok,
2. a fémek atomjai szorosan illeszkednek egymáshoz,

tehát az elektronoknak el kellett volna nyelődniük a fémben. Lénárd arra a következtetésre jutott, hogy az atomok belsejében csak egy egészen kis tartomány áthatolhatatlan. Ezeket a tartományokat intenzív erőtereknek képzelte el, és „dynamidáknak” nevezte Ez a modell J. J. Thomson atommodelljének kidolgozásáig volt érvényesnek tekinthető.
A fotoelektromos hatásra adott magyarázatát általában ma is elfogadják. Ezért és a katódsugaras vizsgálatokra alapozott atommodelljéért 1905-ben fizikai Nobel-díjat kapott. A Magyar Tudományos Akadémiával élete végéig fenntartotta a kapcsolatot. Körülbelül száz tudományos cikke jelent meg, és két könyvet is írt.

## Világnézete, politikai tevékenysége
Lénárd már az 1920-as évektől nyíltan hangoztatta antiszemita érzelmeit. 1922-ben Einstein munkatársa, Walther Rathenau fizikus és politikus meggyilkolását is üdvözölte. Emiatt Rathenau-szimpatizánsok egy csoportja majdnem meglincselte Lénárdot, csak a rendőri közbelépésnek köszönhetően menekült meg ettől.
Mint az árja-kozmopolita ellentét kihangsúlyozója, idősebb korában a nemzetiszocialista rendszer aktív támogatója lett. Az ún. „Deutsche Physik” vezéralakjaként szerepe volt Albert Einstein eredményeinek lejáratásában. A nácik előtt akkora kegyre tett szert, hogy a heidelbergi gimnáziumot is róla nevezték el (az intézmény neve a háború után Helmholtzra változott). Ebben a tudománytalan politikai propagandában más tudósok, így a szintén Nobel-díjas Johannes Stark és Hans Geiger személyében is társakra lelt. Minden eszközt megragadott, hogy keresztbe tehessen Einsteinnek. A Nobel-bizottság is épp Lénárd nyomására vagy nyolc alkalommal tagadta meg a díj átadását Einsteinnek. Lénárdnak még hosszú ideig volt befolyása a bizottság tagjaira.
„Lénárdnak meggyőződése volt, hogy sarlatánok veszik körül, akik elrabolták a dicsőségét, továbbá zsidó összeesküvők, akik a hiteles tudományt absztrakt és obskúrus matematikával igyekeznek helyettesíteni, így aztán természetes szövetségese volt a felemelkedőben lévő német nemzetiszocialista pártnak. Hitler alatt ő lett az árja fizika vezéregyénisége, és megírta a négykötetes Deutsche Physik (Német fizika) című munkáját, amely a relativitáselméletet mint zsidó csalást, Wilhelm Conrad Röntgent mint a zsidó fizika művelőjét kárhoztatta. Ez bizarrul és nevetségesen hangzott, annál is inkább, mivel Röntgen nem volt zsidó.
Lénárd elveszítette a kapcsolatot az új iránnyal, melyet a fizika a 20. században vett, s már csupán a nemzetiszocialista propagandagépezet szócsöve volt. Utolsó éveit keserű elszigeteltségben töltötte, saját nagyszerű eredményei, amelyekkel kiérdemelte az elismerést és a Nobel-díjat, szinte feledésbe merültek.”
Paradox módon az árja fizika vezére inkább romboló hatást gyakorolt tevékenységével, mivel a komoly tudósok elüldözésével a háború során Németország elesett olyan technikai fejlesztésektől, mint az atombomba. Lénárd egyre abszurdabb és a valóságtól elrugaszkodó elképzeléseit, amelyek gyűlöleten, féltékenységen és előítéleteken alapultak, nem lehetett alkalmazni a gyakorlatban. Azzal, hogy nem tudott lépést tartani a kortársakkal, idővel többi tudóstársa messze megelőzte. Saját elmaradottságát mások elleni újabb nemtelen vádaskodással próbálta ellensúlyozni, így komoly tudósi mivoltát (korábbi érdemei ellenére) teljesen elveszítette. Tevékenységével teljesen lezüllesztette a korábban világelső német fizikatudományt és -kutatást, ami a háború után csak nehezen állt talpra.
Lénárd a második világháborús német vereséget követően szembesült saját szellemi összeomlásával, így feladta magát az amerikaiaknak. Büntetőeljárás nem indult ellene, ezért élete hátralevő részét egy Berlin melletti településen élte le megtörtségben.

## Főbb művei
- Über des Verhalten von Kathodenstrahlen (Budapest, 1899)
- Über Kathodenstrahlen (Nobel-Vorlesung, Lipcse, 1906)
- Über Relativitätsprinzip, Aether, Gravitation (Lipcse, 1918)
- Quantitatives über Kathodenstrahlen (Heidelberg, 1925)